# USNS Tippecanoe (T-AO-199)
USNS Tippecanoe (T-AO-199) – amerykański okręt zaopatrzeniowy typu Henry J. Kaiser. Piąty okręt US Navy noszący tę nazwę (nazwa upamiętnia miejsce bitwy z Indianami).
Zbudowany w stoczni Avondale (położenie stępki 19 listopada 1990, wodowanie 16 maja 1992, przekazanie Marynarce 8 lutego 1993).
Okręt może zabrać 18 tysięcy baryłek (2860 m³) paliwa (w tym paliwo lotnicze). Na ładunki suche przeznaczono powierzchnię 690 m², w tym 8 chłodzonych kontenerów 20-stopowych. Pięć stacji do transferu paliwa pozwala na jednoczesne zaopatrywanie dwóch okrętów (po jednym na każdej burcie). Ładunki suche mogą być transportowane po linach łączących okręty lub za pomocą helikopterów.

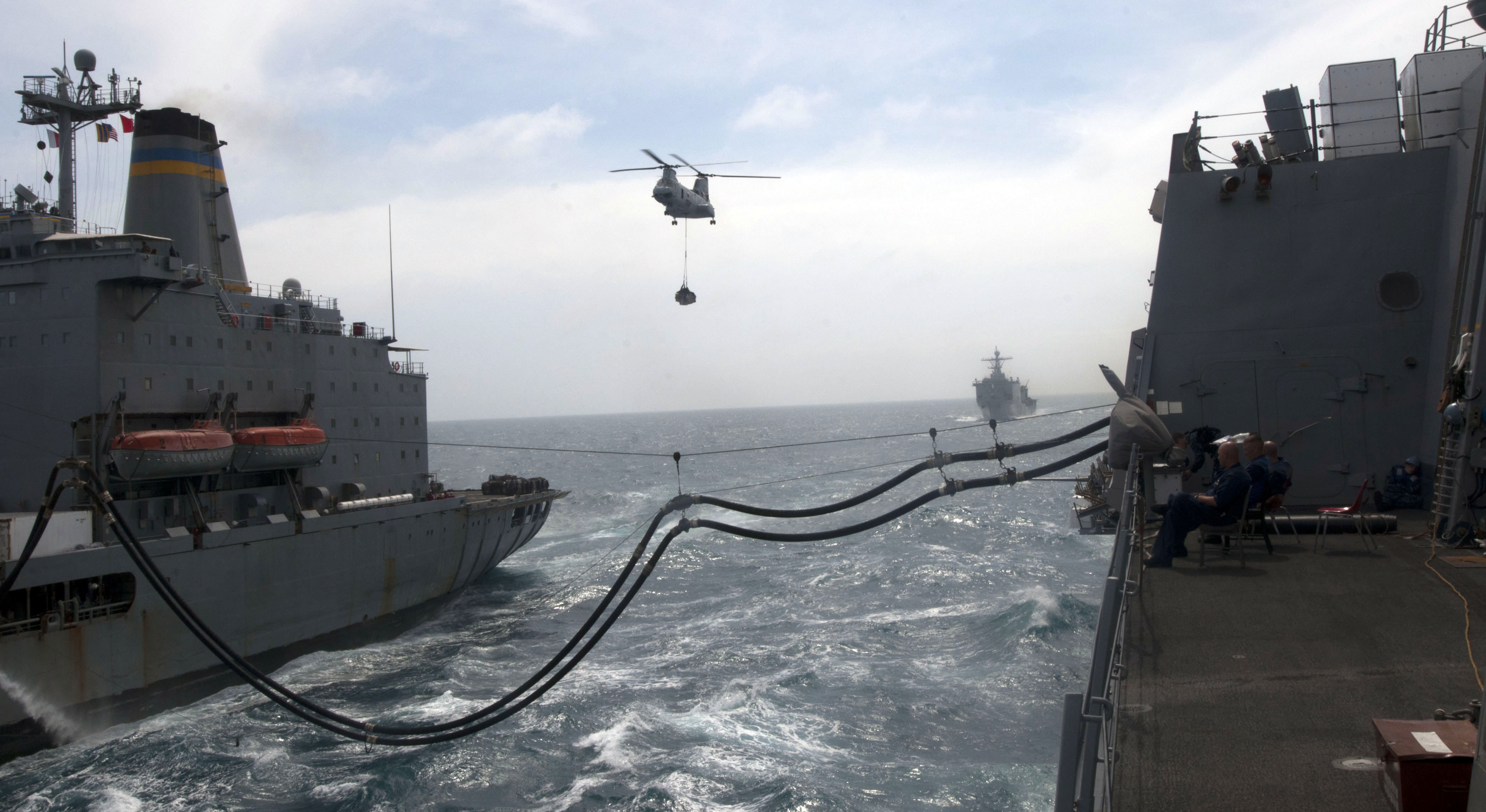
"Tippecanoe" zaopatruje w paliwo USS "New Orleans" (LPD 18), na drugim planie helikopter przenosi ładunki suche